# Augusta (Maine)
 For alternative betydninger, se Augusta. (Se også artikler, som begynder med Augusta)
Augusta er hovedstad i den amerikanske delstat Maine. I 2000 havde byen 18.560 indbyggere. Byen er administrativt centrum i det amerikanske county Kennebec County.